# Inkrionen
Die Inkrionen oder auch Inkriones waren ein kleinerer germanischer Stamm aus der Gruppe der Rhein-Weser-Germanen.
Der Stamm ist für die Mitte des 2. Jahrhunderts einzig durch Ptolemäus (Geographike 2, 11,6) als altgriechisch ικριωνες, ιγκριονες belegt. Ptolemäus verortet die Inkrionen zwischen dem Rhein und den Bergen der „Abnoba“ benachbart zum Stamm der Tenkterer, in der Region zwischen den nördlichen Ausläufern des Schwarzwaldes und des Taunus.
Für die Namensdeutung geht Norbert Wagner beim ersten Glied von einem rekonstruierten germanischen adjektivischen Stamm *inka- aus, der im altenglischen inca für „Streit, Groll“ und im altfriesischen *ink- „jähzornig, erzürnt“ vorliegt. Zu diesem Stamm ist das Suffix -ra angereiht zur Adjektivbildung *inkra-, sodass der Stammesname eine Substantivableitung bildet, die „Erzürnung“ bedeutet. Daraus folgert Wagner durch Ptolemäus’ Wiedergabe des n im Präfix -ones, wie dies in anderen Stammesnamen vorliegt (Semnones), einen für das westgermanische vorliegenden Nominativ Plural *inkr-ijan-iz was er mit „die mit Jähzorn behafteten, die (rasch) in Kampfeswut Geratenden“ letztlich deutet.